# Cebollite
La cebollite è un minerale appartenente al gruppo della melilite.